# Basmättnadsgrad
Basmättnadsgrad är den andel av markens totala katjonbyteskapacitet som består av baskatjoner. Basmättnadsgraden uttrycks vanligen i procent. Det finns ett starkt samband mellan basmättnadsgraden och pH-värdet i jorden; ju högre pH desto högre blir basmättnadsgraden. En tumregel för svenska förhållanden är att en åkerjord bör ha en basmättnadsgrad på ca 70-100 % för att pH-värdet och växtnäringstillgången ska vara optimal.